# Floralia
Floralia o Ludi Florales erano giochi celebrati nell'antica Roma per onorare la dea Flora. Dedicati alla dea protettrice dei boccioli, la prima celebrazione dei giochi risale al 238 a.C., con la dedica del santuario del Circo, ad opera degli edili plebei come responso della consultazione dei Libri sibillini a causa di una carestia (secondo Velleio Patercolo l'anno è il 241 a.C.). Vennero poi abbandonati, finché nel 173 a.C., in occasione di una carestia, vennero nuovamente ripresi. Venivano celebrati dal 28 aprile (o 30 aprile) al 3 maggio, con cerimonie sfrenate e orgiastiche di tema pastorale. Durante questa festa era ammessa una maggior lascivia, con profusione di scherzi e grandi bevute.
Nei primi cinque giorni si eseguivano i ludi scaenici (rappresentazioni teatrali) e nell'ultimo giochi del Circo.
Le donne erano vestite con colori sgargianti, mentre gli uomini decoravano il capo di ghirlande di fiori. Le attrici delle rappresentazioni di mimo si spogliavano dietro richiesta degli spettatori facendo la nudatio mimarum. Dopo le rappresentazioni teatrali, le celebrazioni si trasferivano al Circo Massimo: qui si dava la caccia ad animali domestici come capre e lepri, secondo Ovidio per analogia con i campi coltivati protetti da Flora, ma Varrone sottolinea come gli animali cacciati in questa occasione fossero erbivori. Infine semi venivano sparsi in offerta propiziatoria.
La festività venne confermata da Gaio Giulio Cesare in occasione della sua riforma del calendario.
Il carattere licenzioso dei Floralia, con l'esibizione delle prostitute che si denudano a teatro fra gli schiamazzi del pubblico, indicherebbe nella mentalità politeista romana-italica un legame metafisico tra la sessualità umana e la fertilità vegetale, per cui stimolando l'una attraverso il rituale sacro, si stimolerebbe anche l'altra.